# Okręty podwodne projektu 613
Okręty podwodne projektu 613 (w kodzie NATO: Whiskey) – typ średnich radzieckich okrętów podwodnych z napędem spalinowo-elektrycznym zaprojektowanych do prowadzenia działań operacyjnych na przybrzeżnych i śródlądowych wodach euro–azjatyckich. Budowane były w latach 1950–1958, stanowiły następcę okrętów typu S z zastosowanymi technologiami przejętymi z niemieckich okrętów podwodnych typu XXI. Najliczniej wyprodukowany typ okrętów podwodnych po II wojnie światowej. Pierwszy radziecki typ okrętów podwodnych, który otrzymał zachodnią nazwę kodową dla określenia typu.
Okręty wybudowano w konstrukcji dwukadłubowej z opływowym kadłubem lekkim, w pięciu wersjach, niektóre z nich przystosowano do przenoszenia pocisków manewrujących kilka zaś do pełnienia dozoru radarowego. Jednostki te były wyposażone w cztery wyrzutnie torpedowe kalibru 533 mm na dziobie i dwie na rufie. Były to też pierwsze radzieckie jednostki które zdolne były do stawiania min z wyrzutni torpedowych. Wyprodukowano 215 okrętów tego typu dla marynarki wojennej ZSRR, część z nich została sprzedanych za granicę. 15 jednostek tego projektu zostało dodatkowo wyprodukowanych w Chinach, na podstawie dokumentacji dostarczonej ze Związku Radzieckiego. Konstrukcja tego projektu stała się podstawą dla kolejnych generacji jednostek tej klasy w ZSRR.

## Geneza
Po zakończeniu II wojny światowej Józef Stalin przyznał priorytet odbudowie radzieckiego przemysłu stoczniowego, rozpoczynając także budowę wielkiej floty oceanicznej, w skład której wchodzić miały lotniskowce, krążowniki liniowe i mniejsze niszczyciele oraz okręty podwodne. Z końcem wojny radzieccy konstruktorzy i badacze skoncentrowani byli na zwiększaniu prędkości podwodnej, którą uznawali za decydujący czynnik wojny morskiej. W celu zwiększenia prędkości i utrzymania jej przez dłuższy czas konstruktorzy sowieccy zdecydowali się na zwiększenie mocy silników elektrycznych oraz pojemności baterii, umożliwienie silnikom Diesla pracy w trakcie zanurzenia okrętu oraz zaprzęgnięcie turbiny okrętowej do pracy w trakcie operacji podwodnych. Modelem prac w tym kierunku były niemieckie okręty podwodne, w tym jednostka typu VIIC zatopiona, a następnie wydobyta przez siły radzieckie na Bałtyku w 1944 roku (U-250), okręty znalezione w niemieckich stoczniach bałtyckich zajętych przez Armię Czerwoną oraz 10 U-Bootów – w tym 4 typu XXI – formalnie przyznane Związkowi Radzieckiemu na podstawie postanowień konferencji poczdamskiej.
| Typ VIIC  | U-1057 | U-1058 | U-1064 | U-1305 |
| Typ IXC   | U-1231 | U-1231 | U-1231 | U-1231 |
| Typ XXI   | U-2529 | U-3035 | U-3041 | U-3515 |
| Typ XXIII | U-2353 | U-2353 | U-2353 | U-2353 |

Kilka raportów zachodnich źródeł wywiadowczych stwierdzało, iż Związek Radziecki przejął w rzeczywistości większą liczbę jednostek XXI. M.in. amerykański Połączony Komitet Wywiadu w swoim raporcie ze stycznia 1948 roku dla Kolegium Połączonych Szefów Sztabów szacował, że Związek Radziecki ma 15 okrętów typu XXI w służbie operacyjnej, w ciągu następnych dwóch miesięcy może ukończyć budowę 6 kolejnych jednostek tego typu, w ciągu zaś kolejnych 18 miesięcy może dokończyć montaż z prefabrykowanych elementów kolejnych 39 jednostek.

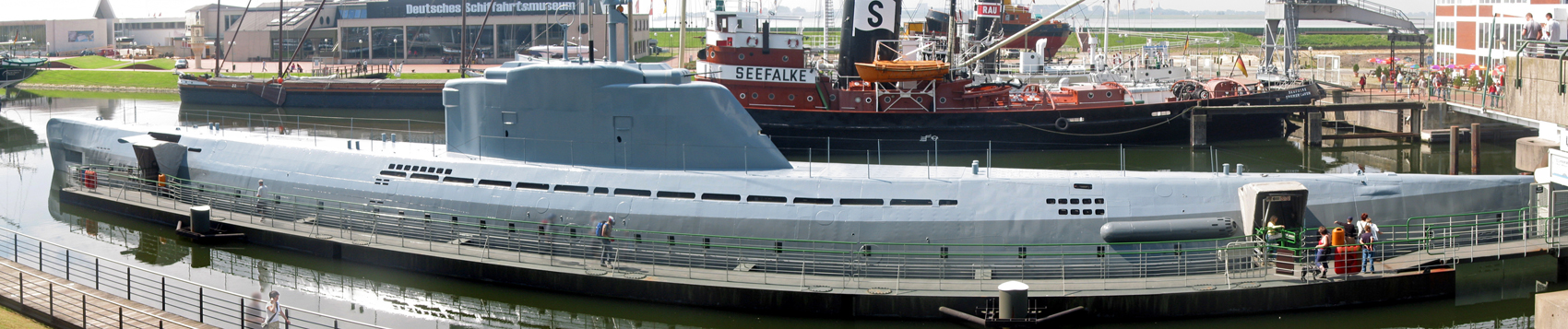
Niemiecki okręt podwodny typu XXI. Na fotografii po wojnie jako okręt muzeum „Wilhelm Bauer”.

Niemieckie zakłady produkujące elementy jednostek XXI oraz najważniejszy – stocznia Schichau w Gdańsku, były zajętych przez wojska ZSRR. Znajdowały się w nich komponenty jednostek XXI, a w samej stoczni niewykończone okręty (zbudowane już jednostki od U-3538 do U-3542 znajdowały się w stoczni na etapie końcowego wyposażania). Dodatkowo, w stoczni znajdowały się relatywnie kompletne sekcje dla co najmniej ośmiu dodatkowych okrętów. Zachodnie szacunki co do losu tych okrętów są jednak wzajemnie sprzeczne. Według jednego z niemieckich inżynierów, co najmniej dwa niemal kompletne okręty typu XXI zostały zwodowane w stoczni w Gdańsku przez specjalistów radzieckich, po czym odholowane do Kronsztadu. Inny jednak z niemieckich inżynierów stwierdził, że te niedokończone U-Booty zostały pozostawione w takim stanie, w jakim się znajdowały, wszystko jednak co do nich należało – zwłaszcza wyposażenie – zostało zabrane i wysłane do testów i badań. Bliższa prawdy jest najprawdopodobniej druga z tych wersji, sowieckie dane bowiem, podobnie jak informacje przekazywane wprost przez przełożonych radzieckich biur konstrukcyjnych, wskazują, że niemieckie okręty podwodne typu XXI używane były do testów i prób, po czym były niszczone – często przez storpedowanie.
Po zakończeniu drugiej wojny światowej, radzieckie wojsko oraz inżynierowie rozpoczęli także poszukiwania dokumentacji oraz inżynierów okrętów podwodnych w całej radzieckiej strefie okupacyjnej Niemiec. M.in w
Blankenburgu odnaleziono biuro projektowe pracujące nad turbinami Waltera. Inżynierowie z tego biura podjęli prace pod radzieckim nadzorem, zaś pracami w imieniu szefa CKB-18 Aleksieja Antipina kierował B.D. Zlatopolski. Jednostki typu XXI oraz elementy i materiały służące do ich budowy były badane przez dużą liczbę radzieckich instytutów naukowo-badawczych i biur konstrukcyjnych. Pierwszą powojenną konstrukcją CKB-18 był projekt 614, będący w rzeczywistości kopią typu XXI. Projekt ten nie został ukończony z uwagi na to, że został uznany za niewystarczająco niezawodny. Projekt 614 stał się jednak bazą intensywnych studiów nad konstrukcją i inżynierskimi rozwiązaniami zastosowanymi przez konstruktorów niemieckich w typie XXI. Doprowadziło to do rozwinięcia w ZSRR wielu technologii, zwłaszcza nowych typów stali oraz spawania elektrycznego, nowych koncepcji kontroli okrętu, niskoszumowych śrub okrętowych, instalacji absorbujących wstrząsy, powłok anechoicznych kadłuba oraz zastosowania na głowicach chrap materiałów absorbujących fale radarowe.

### Projekt 613
Proces rozwojowy tego projektu został zapoczątkowany w roku 1942 pod postacią projektu 608. Program ten jednak został zatrzymany przez dowództwo radzieckiej marynarki, gdyż wyporność projektowanej jednostki przekroczyła założenia projektowe o 50 ton. W 1946 roku program reaktywowano, tym razem jednak w celu opracowania konstrukcji okrętów projektu 613, z wykorzystaniem konstrukcji opracowanych w Niemczech typów VIIC i XXI. Do tego celu wykorzystano także zatopiony na Bałtyku niemiecki okręt podwodny U-250, który po wydobyciu z dna został poddany szczegółowym badaniom. Modyfikacja projektu 608 do projektu 613 została dokonana w CKB-18 pod nadzorem kapitana 1. rangi Władymira Peregudowa, który włączył do nowego projektu szereg rozwiązań powstałych dzięki studiom projektów U-Bootów typów VIIC i XXI oraz analizom konstrukcji egzemplarza U-250, który nadzorował ten projekt jedynie jednak do momentu rozpoczęcia budowy okrętu prototypowego, kiedy został zastąpiony przez Zosima Derebina. Projekt 613 wprowadził marynarkę radziecką na nowy poziom sprawności podwodnej, przyjmując wiele niemieckich rozwiązań konstrukcyjnych, stanowił podstawę rozwoju przyszłych radzieckich generacji okrętów podwodnych.
Wstępny projekt zaakceptowano w październiku 1947, projekt techniczny w 1948. Budowę okrętu prototypowego projektu 613 – S-80 – rozpoczęto w stoczni Krasnoje Surmowo w Gorki 13 marca 1950 roku, następnie dodatkową produkcję rozpoczęto w Zakładzie Nr 189 (obecnie Stocznia Bałtycka) w Leningradzie, zakładzie nr 444 w Mikołajowie nad Morzem Czarnym i zakładzie nr 199 imienia Leninowskiego Komsomołu w Komsomolsku nad Amurem. Okręty budowane w Gorkim były spławiane Wołgą celem wykończenia w stoczniach nad Morzem Kaspijskim i Morzem Czarnym. Okręty te nie były jednak w całości budowane w stoczniach, na szeroką skalę wykorzystano w ich produkcji prefabrykowane elementy dostarczane do stoczni z zakładów na terenie całego kraju. S-80 został zwodowany 21 października 1950 roku przy 70% ukończenia, po czym został przetransportowany barką wzdłuż Wołgi do Baku nad Morzem Kaspijskim, gdzie został wykończony i po szeroko zakrojonych testach został wprowadzony do służby 2 grudnia 1951 roku. W ramach wielkiego stalinowskiego programu rozbudowy floty, do 1958 roku w Związku Radzieckim wyprodukowano ogółem 215 okrętów podwodnych dla marynarki radzieckiej, w tempie średnio ponad 2,5 okrętu na miesiąc, w następującym rozkładzie:.
| Stocznia      | Stocznia              | Liczba jednostek | Lata ukończenia |
| ------------- | --------------------- | ---------------- | --------------- |
| Zakład nr 112 | Krasnoje Surmowo      | 113              | 1951–1956       |
| Zakład nr 444 | Stocznia Czarnomorska | 72               | 1952–1957       |
| Zakład nr 189 | Stocznia Bałtycka     | 19               | 1953–1958       |
| Zakład nr 199 | Leninskij Komsomoł    | 11               | 1954–1957       |

Program budowy okrętów projektu 613 był największym radzieckim programem zbrojeniowym w zakresie budowy okrętów podwodnych w historii, tonażem przekroczył wszystkie tego typu dotychczasowe programy razem wzięte, w zakresie zaś liczby kadłubów projekt 613 był największym programem zbrojeniowym ery zimnej wojny na świecie. Według dostępnych informacji archiwalnych, planowana była budowa 340 okrętów tego projektu.
W 1954 roku dokumentacja projektowa jednostek tego typu została przekazana do Chińskiej Republiki Ludowej, trzy dodatkowe jednostki zaś tego typu zostały prefabrykowane w ZSRR i w częściach wysłane do Chin, celem montażu w szanghajskiej stoczni Jiangnan. Według dostarczonej z ZSRR dokumentacji, w Chinach zbudowano 15 okrętów tego typu, używając do tego celu początkowo dostarczone ze Związku Radzieckiego płaty blach stalowych, wyposażenie sonarowe, uzbrojenie i inne elementy wyposażenia. Większość zbudowanych w ZSRR okrętów weszła do służby w radzieckiej marynarce wojennej, część z nich jednak wyeksportowano do państw klienckich Związku Radzieckiego: Indonezji (14), Egiptu (8), KRLD (4), Polski (4) i Bułgarii (2). Syria i Kuba otrzymały po jednej jednostce mającej służyć jako stacjonarne punkty ładowania akumulatorów dla innych okrętów podwodnych, zaś do Albanii wyeksportowano dwie jednostki, dwie zaś inne zostały zajęte w porcie przez władze Albanii po załamaniu się z przyczyn ideologicznych stosunków między tym krajem a ZSRR.

## Konstrukcja

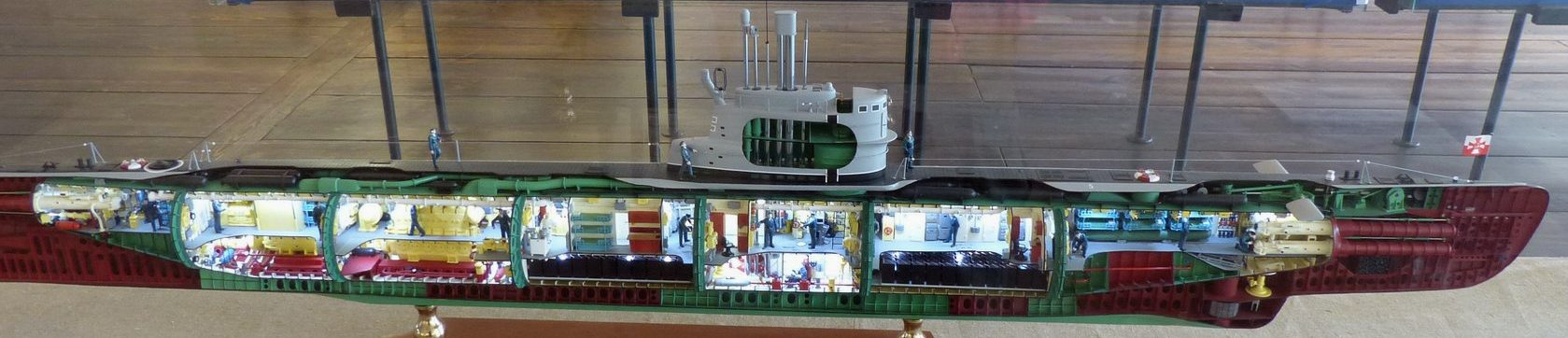

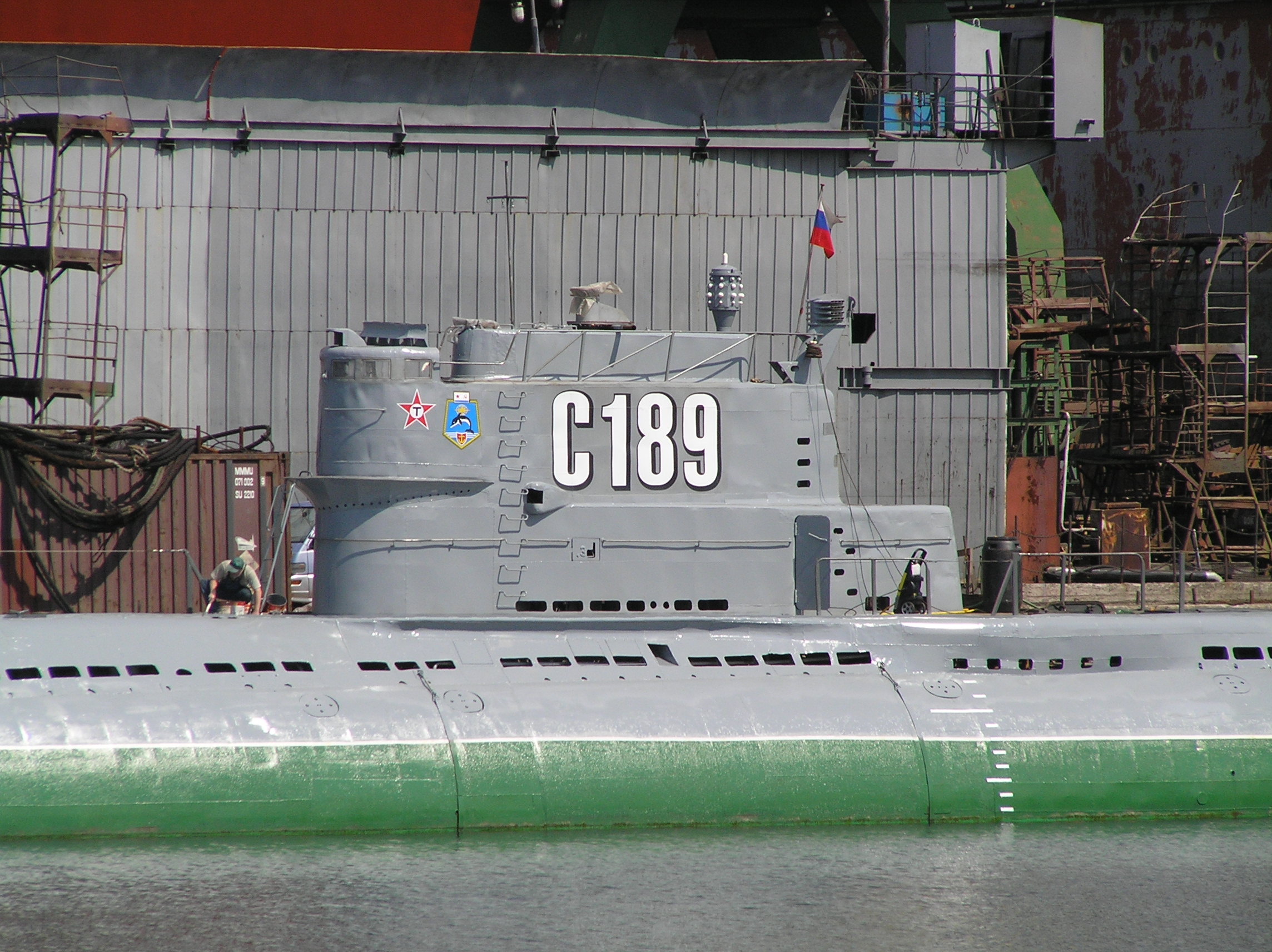
Pozbawione jakiegokolwiek uzbrojenia artyleryjskiego śródokręcie jednostki Whiskey V. W porównaniu do Whiskey I, brak jest przedniej nadbudówki, okręt został natomiast wyposażony w nadbudówkę za kioskiem.

Okręty tego typu zostały zbudowane w architekturze dwukadłubowej, z całkowicie spawanym kadłubem sztywnym wykonanym ze stali stopowej SChL-4 z opływowym kształtem kadłuba lekkiego, którego część rufowa otrzymała konfigurację „noża” z dużym sterem umieszczonym za dwiema bliźniaczymi śrubami. Za pędnikami umieszczono również poziome stery głębokości. Blachy kadłuba sztywnego o długości 58 metrów i średnicy 4,4 metra, miały grubość 16 do 20 mm (pod kioskiem 26 mm), zaś dzielących go grodzi wodoszczelnych 30 mm.

Sylwetka jednostki typu Whiskey I. Okręty pierwszego wzoru tego typu wyposażone były w działo pokładowe oraz podwójne działko 25 mm w przedniej części nadbudówki, które w późniejszych wersjach zostało usunięte w celu zmniejszenia oporów i turbulencji opływającej kadłub wody, a w konsekwencji zaoszczędzenia energii oraz zwiększeniu prędkości okrętów.

Sylwetka jednostki typu Whiskey V. Widoczną na pierwszy rzut oka cechą charakterystyczną tej wersji projektu, był odmienny kształt kiosku ze zmienioną nadbudówką i brak artyleryjskiego uzbrojenia pokładowego, a także konsola sonaru pod kadłubem. Jednostkami tej odmiany projektu 613 były m.in. polskie okręty „Orzeł”, „Sokół”, „Kondor” i „Bielik”.

Wchodzący w skład kadłuba sztywnego kiosk o owalnym przekroju, wykonany był z blach stalowych o grubości 16 mm. Kadłub lekki, którego zadaniem było m.in. zapewnienie opływowego kształtu okrętu, zbudowany został z blach stalowych o grubości 4 do 8 milimetrów. Wały napędowe w części wystającej z kadłuba otrzymały wsparcie w postaci poziomych stabilizatorów. Niewielkie centrum bojowe okrętu umieszczono w podstawie kiosku – rozwiązanie z którego zrezygnowano w okrętach typu XXI – dzięki temu cały zestaw peryskopów i innych masztów (po złożeniu) mieścił się w całości w kiosku. Jego maksymalna głębokość zanurzenia określona została na 200 metrów, zaś głębokość testowa na 170 metrów. W czasie projektowania stanowiło to bardzo dobre osiągnięcie – jednostka mogła bowiem zanurzać się na znacząco większą głębokość niż jednostki typu XXI, niemal zaś tak głęboko jak amerykańskie okręty typu Tang. Możliwość osiągania dużych głębokości została jednak uzyskana kosztem warunków bytowych załogi. Dzięki dwukadłubowej konstrukcji, zapas pływalności tej jednostki wynosił 27,4%. Jakkolwiek były to jednostki średniej wielkości, znacznie większe od niemieckich podstawowych oceanicznych jednostek typu VIIC, były raczej uznawane za okręty przeznaczone na wody euro-azjatyckie, choć zdolne były do prowadzenia wojny przeciw żegludze na wschodnim obszarze Atlantyku.
Wyporność nawodna okrętu wynosiła 1045 ton, w położeniu nawodnym zaś okręt wypierał 1333 tony wody. Długość całkowita okrętu wynosiła 76 metrów, szerokość 6,7 metra, zanurzenie zaś 4,9 metra. Napęd jednostki na powierzchni zapewniały dwa silniki Diesla typu 37D o łącznej mocy wyjściowej 4000 KM, w zanurzeniu natomiast dwa główne silniki elektryczne o łącznej mocy 2700 KM. Okręt wyposażony został także w dwa mniejsze silniki elektryczne służące do cichego pływania o łącznej mocy 100 KM. To ostatnie rozwiązanie zostało wprost przejęte z konstrukcji niemieckich. Na okręcie zainstalowano dwa duże akumulatory 46-SU po 112 ogniw każdy. W celu umożliwienia pływania podwodnego z użyciem silników spalinowych okręty tego projektu otrzymały chrapy. Każdy silnik spalinowy połączony był za pomocą sprzęgła w linii wału z silnikiem elektrycznym, i pracując na powierzchni bądź w zanurzeniu przy użyciu chrap, napędzał silnik elektryczny, który pracował w tym wypadku jako ładująca akumulatory prądnica. Tak skonfigurowany układ napędowy, w połączeniu z opływowym kadłubem lekkim, pozwalał jednostce na rozwijanie prędkości 18,44 węzła na powierzchni oraz 13,6 węzła w zanurzeniu. Od wczesnych lat 50. okręty zaczęły otrzymywać teleskopową instalację chrap służącą poborowi powietrza atmosferycznego oraz dużą stałą instalację służąca wydalaniu spalin w tylnej części kiosku. Prędkość podwodna pod chrapami wynosiła 6 węzłów przy pracy dwóch silników spalinowych z prędkością obrotową 280 obrotów na minutę.

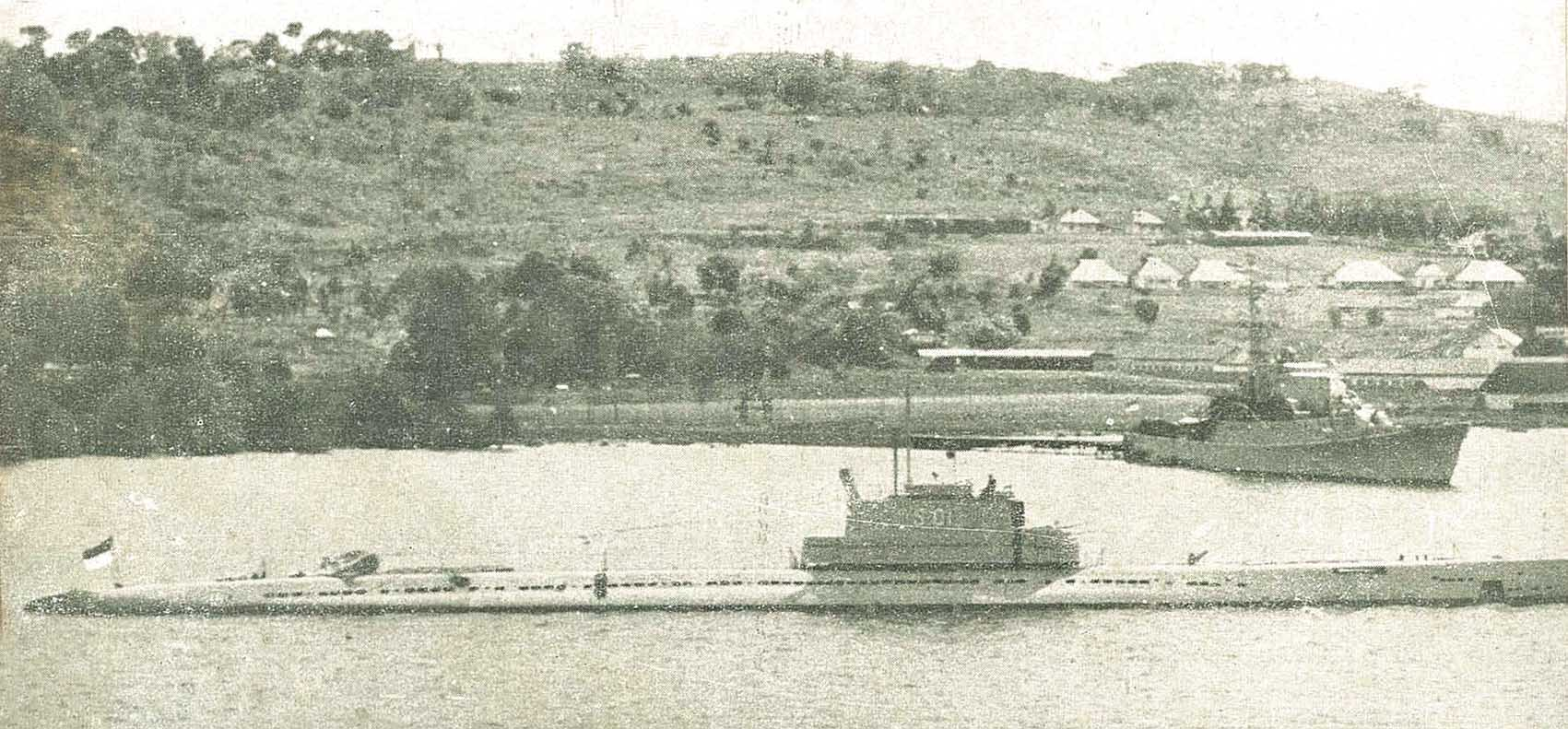
Indonezyjska jednostka projektu 613 - Whiskey IV z widocznym podwójnym działkiem 25 mm w przedniej części nadbudówki przed kioskiem, bez jednak działa za nim.

Podstawowe uzbrojenie jednostki stanowiło 12 torped wystrzeliwanych z sześciu wyrzutni kalibru 533 mm – czterech umieszczonych w dziobie okrętu oraz dwóch na rufie. Wyrzutnie były wyrzutniami impulsowymi, z systemem niwelowania śladu torowego, z których pocisk był wypychany na zewnątrz za pomocą impulsu sprężonego powietrza. W tym celu przy wyrzutniach umieszczone były zbiorniki torpedowe wypełnione sprężonym powietrzem o ciśnieniu 9,83 MPa, zaś ilość litrów zużytego do strzału powietrza uzależniona była od wzrastającego wraz z głębokością zanurzenia ciśnienia hydrostatycznego. Przy tym przestarzałym już w latach 50. systemie wyrzutni torpedowych, okręt mógł odpalać torpedy do głębokości nie większej niż 70 metrów. Wyrzutnie polskich jednostek projektu 613 przystosowane były do torped 53-38, 53-39, ET-80, SAET-50 oraz 53-56 Okręty – jako pierwsze w radzieckiej marynarce – miały też możliwość postawienia do 20 min dennych MDT i AMDT z wyrzutni torpedowych. 12 min mogło być umieszczonych w wyrzutniach torpedowych – po dwie w każdej – 8 zaś na stelażach. Wykonując zadania minowe, okręt mógł przenosić dwie torpedy służące do samoobrony.
Okręty tego projektu zostały zbudowane w kilku wersjach, które w systematyce NATO uzyskały rzymskie numery od I do V. Wczesne wersje projektu, określane na zachodzie jako Whiskey I otrzymały pojedyncze działo 100 mm /51 umieszczone za kioskiem oraz podwójne działko przeciwlotnicze kalibru 25 mm zainstalowane w przedniej wystającej części tej struktury. W niektórych późniejszych okrętach pojedyncze działo 100 mm zostało zastąpione podwójnym działem 57 mm. Wersje III i V nie miały jakiegokolwiek uzbrojenia artyleryjskiego, jednak w wersji IV przywrócono podwójne działka 25 mm z przodu kiosku. W późnych latach 50. uzbrojenie artyleryjskie zostało usunięte z wszystkich radzieckich okrętów podwodnych tego typu. Nieco zmodyfikowana wersja Whiskey V, oznaczona jako Va otrzymała dodatkowy luk tuż przed kioskiem służący do opuszczania pod wodą okrętu przez żołnierzy sił specjalnych i ich powrotu na okręt podczas przebywania przez okręt w zanurzeniu.

### Wersje specjalne

Sylwetka proj. 644 z podwójną wyrzutnia pocisków manewrujących za kioskiem

Sylwetka proj. 665 z czterem wyrzutniami pocisków manewrujących

Okręty projektu 613 zapewniły także platformę dla pierwszych radzieckich podwodnych nosicieli pocisków manewrujących klasy woda-ziemia. Na okręcie S-146, przebudowanym według doświadczalnego projektu P-613 z jedną cylindryczną wyrzutnią zamontowaną za kioskiem, prowadzono w latach 1958-1962 próby pierwszego radzieckiego pocisku strategicznego odpalanego z okrętów podwodnych P-5. W latach 1959–60 ukończono przebudowę sześciu okrętów według projektu 644 na nosiciele dwóch pocisków P-5, z dwoma cylindrycznymi wyrzutniami zamontowanymi po bokach za kioskiem i podnoszonymi do startu (S-44, -46, -69, -80, -158, -162). W 1962 roku przebudowano jeszcze sześć okrętów na nosiciele czterech pocisków projektu 665 (S-61, -64, -142, 152, -155, -164). Przebudowa ta wymagała znacznej ingerencji w kadłub – okręty te miały wyporność większą o 300 ton i długość o 9 metrów i wyróżniały się nowym dużym opływowym kioskiem z wbudowanymi czterema nachylonymi wyrzutniami rakiet.
W latach 1959–1963 pięć albo 6 jednostek radzieckich zostało zmodyfikowanych Gorki do pełnienia roli dozoru radarowego – pierwsza z nich weszła do służby w tej roli w 1957 roku. Wyposażona została w duży radar kontroli przestrzeni powietrznej Kasatka na kiosku oraz w dodatkowe wyposażenie radiowe. Otrzymała po tym nowe oznaczenie jako projekt 640 (NATO: Canvas Bag). Jeden z nich w 1966 roku otrzymał wyposażenie do łączności satelitarnej wraz z nowym oznaczeniem jako projekt 640T. W 1960 roku jedna z jednostek została zmodyfikowana przez instalację systemu ratunkowego, dzięki czemu otrzymała desygnację projektu 613S. W 1962 roku inna z kolei zgodnie z projektem 666 – okrętu ratowniczego wyposażonego w holowaną komorę ratunkową zdolną do prowadzenia akcji ratunkowej na głębokości do 200 metrów. W 1969 ten sam okręt został zmodyfikowany do prowadzenia testów nad długotrwałym wystawieniem na duże ciśnienie wody. Jeszcze inna jednostka została przebudowana do wersji 613Eh, której zadaniem było testowanie układu energetycznego w cyklu zamkniętym.
W późnych latach 50. S-148 został pozbawiony uzbrojenia i przebudowany na cywilną jednostkę badawczą, otrzymał też nową nazwę „Siewierianka”. Jego zadaniem było odtąd prowadzenie pod cywilną załogą studiów z zakresu rybołówstwa i oceanografii.
Dwie jednostki tego typu zostały utracone – 21 stycznia 1961 roku na Morzu Barentsa zatonął S-80, natomiast w 1981 roku na Pacyfiku zatonął S-178.

## Polskie jednostki projektu 613
W latach 1962–1965 polska Marynarka Wojenna wydzierżawiła a następnie zakupiła cztery okręty tego typu należące do wersji Whiskey V. były to 3 jednostki wybudowane w stoczni Krasnoje Surmowo w Gorki oraz jedna zbudowana w Leningradzie.
| Okręt       | Okręt      | Stocznia          | Wodowanie         | Wejście do służby w MW | Wycofanie ze służby  |
| Nazwa w WMF | Nazwa w MW | Stocznia          | Wodowanie         | Wejście do służby w MW | Wycofanie ze służby  |
| ----------- | ---------- | ----------------- | ----------------- | ---------------------- | -------------------- |
| S-265       | „Orzeł”    | Krasnoje Sormowo  | 30 listopada 1954 | 29 listopada 1962      | 31 grudnia 1983      |
| S-278       | „Sokół”    | Krasnoje Sormowo  | 19 kwietnia 1955  | 1964                   | 12 grudnia 1987      |
| S-355       | „Kondor”   | Stocznia Bałtycka | 30 czerwca 1955   | 10 czerwca 1965        | 30 października 1985 |
| S-279       | „Bielik”   | Krasnoje Sormowo  |                   | 1 lipca 1965           | 29 września 1988     |